# ميخائيل موريس
ميخائيل موريس (بالإنجليزية: Michael Morris)‏ هو مصور كندي، ولد في 16 مايو 1942.